# Karel Höger

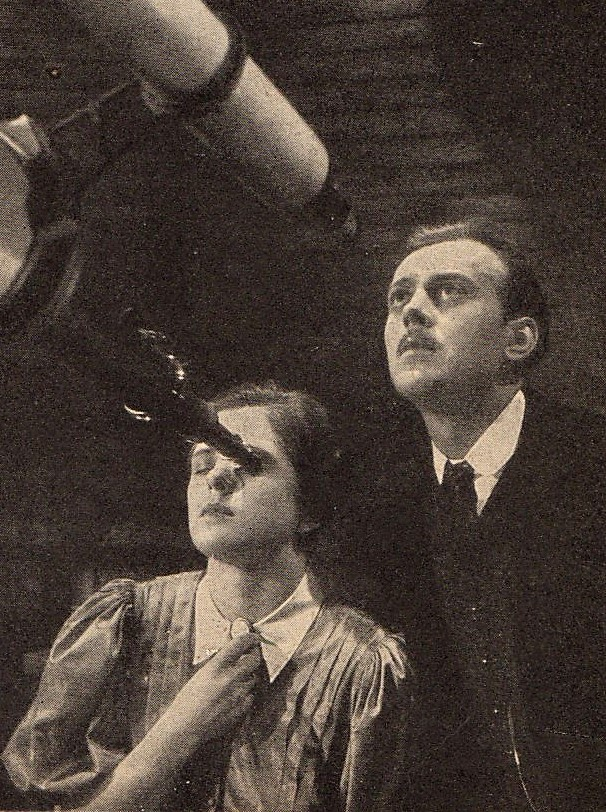
Vlasta Matulová a Karel Höger, film Turbina, 1941

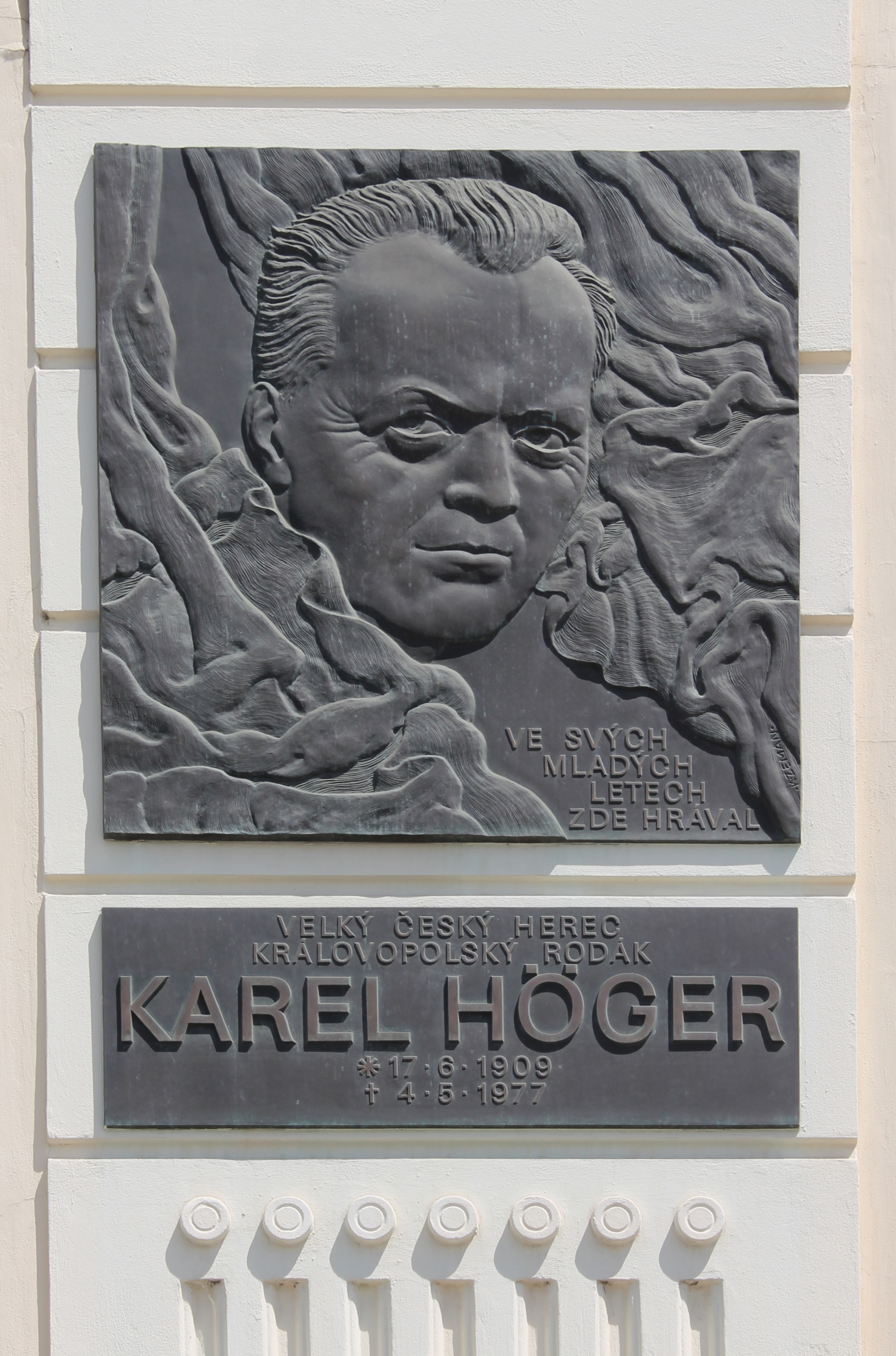
Pamětní deska Karla Högera na budově brněnského Semilassa

Karel Höger (17. června 1909 Královo Pole – 4. května 1977 Praha) byl český herec.

## Život a dílo

### Mládí
Pocházel ze skromných poměrů rodiny dělníka královopolské cihelny a později majitele malého krámku na Mojmírově náměstí č. 13 v Králově Poli. Narodil se jako nejmladší ze třinácti dětí, z nichž dospělosti se ovšem dožil jen on a o dva roky starší bratr Rudolf. Otci Františkovi (1843–1923), který řadu let strávil jako voják v armádě, bylo v té době již 65 let, matka Marie (1862–1950), rozená Fialová, byla o 18 let mladší. Spolu se svými sourozenci hrál loutkové divadlo, v osmi letech se stal členem brněnského ochotnického spolku Divadlo Bratrství, který působil v budově Semilassa. V roce 1928 absolvoval studium na učitelském ústavu a odešel učit do Lomnice (u Tišnova), dále učil v Deblíně a Brně–Židenicích. V té době začal také studium na dramatickém oddělení brněnské konzervatoře, kde také studoval i jeho bratr Rudolf, který byl jinak zaměstnán v propagačním oddělení spořitelny. Konzervatoř ukončil v červnu 1932 (např. společně s pozdějším spisovatelem Františkem Kožíkem) a další rok studoval ještě estetiku na filozofické fakultě brněnské univerzity. Po absolvování prezenční vojenské služby nemohl získat vhodné učitelské místo, namísto učitelování přijal v roce 1932 nabídku od brněnského Zemského divadla na stálé angažmá (několik měsíců hrál pod pseudonymem Karel Hojer). Současně v divadle od roku 1939 vykonával funkci dramaturga a vedoucího představení pro děti. Zde působil až do roku 1940 a vytvořil asi 120 různých rolí. 

### Pobyt v Praze
V roce 1940 se odstěhoval do Prahy, neboť přijal nabídku na angažmá v pražském Národním divadle, kde pak působil až do roku 1977. Do Prahy vzal s sebou i svou maminku. Kromě bytu na Letné si držel také garsoniéru na Malé Straně v podkroví nového domu v ulici Újezd č. 44, jejíž zařízení konzultoval se svým přítelem brněnským architektem Františkem Kalivodou (1913–1971).
V letech 1932–1938 byl členem Československé strany národně socialistické. Za druhé světové války byl zapojen do protinacistického odboje (viz též Viktor Kollanda). Finančně pomáhal několika rodinám, které měly někoho v koncentračním táboře, spolupracoval s podzemním hnutím na Moravě, podporoval nejmenovaného parašutistu, který se ukrýval na Moravě a po nějakou dobu byl kurýrem šifrovaných zpráv. Po dobu války také uchovával majetek jisté židovské rodiny. Po válce mu bylo vyčítáno, že 24. června 1942 spolu s dalšími herci a umělci přísahal v Národním divadle věrnost Říši a navíc byl při této události zachycen na fotografii, jak zdraví nacistickým pozdravem se vztyčenou pravicí. Očištění se dočkal díky důkazům o své odbojové činnosti za války a po válce obdržel potvrzení o státní spolehlivosti a národní bezúhonnosti.

### Práce ve fimu
Po několika menších filmových rolích se v roce 1941 poprvé objevil ve větší roli společně s Lídou Baarovou ve filmu Za tichých nocí.
Za svůj život hrál mnoho vážných, tragických postav, ztvárnil několik významných mužů z české národní historie: Mikoláše Alše ve stejnojmenném filmu, Bedřicha Smetanu ve filmu Z mého života nebo postavu českého krále Václava IV. ze známé husitské trilogie, dále též fiktivní postavu Ing. Prokopa z filmu natočeného podle Čapkova románu Krakatit. V 50. letech se také etabloval jako úspěšný představitel soudobé filmové kriminalistiky coby kapitán – detektiv Sboru národní bezpečnosti po boku Josefa Beka. Jedna z jeho posledních filmových rolí byla role ve známém komediálním muzikálu Zdeňka Podskalského Noc na Karlštejně, kde hrál arcibiskupa Arnošta z Pardubic.

### Pedagog
V letech 1945 až 1949 vyučoval na pražské konzervatoři, v období 1950–52 a 1959–63 byl externím pedagogem na pražské DAMU, od roku 1951 i na FAMU. Zde získal v roce 1963 stálý úvazek a v roce 1966 byl jmenován profesorem. Na FAMU působil až do roku 1971, kurs herectví vedl i na brněnské JAMU. V únoru 1972 mu tehdejší ředitel divadla Přemysl Kočí zaslal dopis, v němž ho odstavil z divadelní činnosti; Höger se proti rozhodnutí odvolal. V roce 1977 podepsal tzv. Antichartu
.

### Rozhlas
Disponoval jemným, měkkým a konejšivě melodickým hlasem s lehkým moravským témbrem, který využíval pro rozhlasovou četbu či pro práci v pořadech pro děti. Účinkoval v rozhlasových hrách Pohádka máje (1938), První parta (1938), Stříbrný vítr (1939), Měla jsem tři syny (1947), Válka s mloky (1958), Srpnová neděle (1960), Hodina v rodném městě (1962), Případ Oppenheimer (1962), Tři směrem k tichu (1963, smazáno), Bylo to na váš účet (1964), Jistý den daleké minulosti (1965), Sedm svědků (1967), Ženich pro Marcelu (1969, smazáno, soukromá nahrávka později nalezena), Skvělé vyhlídky (1971), Pankrác Budecius, kantor (1973), Jitřenka naší slávy (1973), Šarlatové písmeno (1975), Tygr (1975), O kočičce a mistru instalatérském, který se nezalekl (1975), Humelšnábl a boj se smrtí (1976, smazáno), Až delfín promluví (1976), Slabé odpolední slunce (1977, smazáno, zachováno v archivu herce Bohumila Švarce); načetl mnoho knih, mj.: Klapzubova jedenáctka (1953), Veselí občané sichemští (1957), Borovice (1960), Příhody lišky Bystroušky (1963 a 1969), Mistr Kampanus (1967), Osudy dobrého vojáka Švejka (1973), Za smíchem starého Brna (1976), Apokryfy (1955), či Čapkovo Povídání o pejskovi a kočičce. Nezapomenutelným se stal, mimo jiné, například jeho televizní hlas, který propůjčil jičínskému ševci a hodnému loupežníkovi Rumcajsovi, jeho synovi Cipískovi a loupežnické mamce Mance.
Jeho hlas byl charakteristický  v mnoha pohádkách Československé televize (např. ladovské pohádky O Mikešovi) a našel bezpočet hereckých uplatnění v Československém rozhlase.

### Televize
Několik roli vytvořil i v Československé televizi a rozhlasu, např. v televizním seriálu Byl jednou jeden dům, kde hrál postavu malíře, nebo v inscenaci Romeo a Julie na konci listopadu, kde hrál společně s Danou Medřickou. Z dalších TV rolí: Malér (podle Dürrenmatta, 1965), Sám proti městu (1974), Půlpenny (1974). 
Měl hrát hlavní roli primáře Sovy v seriálu Nemocnice na kraji města, ale uprostřed natáčení zemřel, takže bylo nutné roli dodatečně přeobsadit slovenským hercem Ladislavem Chudíkem a již natočené části musely být znovu přetočeny.

### Závěr života
Tři dny před smrtí podal výpověď z angažmá v Národním divadle, neboť byl nespokojen s personální politikou ředitele Národního divadla Přemysla Kočího. Smutný vrchol nastal při vynuceném odchodu jeho herecké kolegyně Vlasty Fabiánové.  
Podle dokumentu České televize z cyklu Příběhy slavných zastihl zhroucenou Fabiánovou několik minut po tomto verdiktu na chodbě divadla. „Vlasto, co je?“ – „Dozvěděla jsem se, že si v tomhle divadle už nezahraju!“ Nato vešel do ředitelny a prohlásil: „Když si tady nezahraje Vlasta Fabiánová, nebudu tady hrát už ani já!“ a toto své rozhodnutí potvrdil následující den na osobním oddělení podáním žádosti o převedení do starobního důchodu. Uvedl i konkrétní datum odchodu – k 1. září. Toto se událo počátkem května 1977. 
Přibližně od roku 1970 léčil s kardiovaskulárním onemocněním a trpěl anginou pektoris. O dva roky staršího bratra Rudolfa Högera (14. dubna 1907 Královo Pole – 5. ledna 1977 Brno), který působil jako profesor na JAMU v Brně a jehož smrt jej v zimě roku 1977 rovněž hluboce zasáhla, přežil jen o čtyři měsíce.  Herecký kolega Radovan Lukavský v uvedeném dokumentu doslova Högera cituje: „Já musím být neustále v zápřahu. Já mám ten dojem, že jak mi spadne řemen, tak skončím.“
Jeho epilogem se tak stal monolog v televizním dokumentu, natočeném před velkou rekonstrukcí Národního divadla, které se již nedožil.

## Posmrtné pocty
- Dne 14. prosince 1995 byla jeho jménem nazvána jedna z ulic městské části Brno-Královo Pole.[17]

## Citát
| „                | Jedním z mých dobrých kamarádů byl Karel Höger. Důvěrněji jsme se poznali při natáčení filmu Čtrnáctý u stolu, kde hrál Pavla Čtrnáctého a já hraběte Alexyho....Ke mně byl vždycky přátelský, srdečný, nikdy nedával najevo, že je lepší, nenadřazoval se ničím a nikdy. Takový byl třeba i tehdy, když hostoval v mladoboleslavském divadle, tam jsem ocenil jeho vysokou profesionalitu. Na zkoušky přicházel perfektně připraven. Říci, že znal do písmene text své role, je málo. Jevištní postava ho prolínala, spalovala a současně z něho tryskala naprosto samozřejmě, jako by se v ni proměnil. Byla radost sledovat ho při práci. | “ |
| — Raoul Schránil | |   |

## Ocenění
- 1952 Státní cena
- 1958 titul zasloužilý umělec
- 1964 čestný člen Státního divadla Brno
- 1964 titul národní umělec

## Divadelní role, výběr
- 1931 William Shakespeare: Mnoho povyku pro nic, Claudio, Zemské divadlo v Brně, režie Václav Jiřikovský (K. Höger vystupoval pod jménem Karel Hojer [19])
- 1932 F. X. Svoboda: Poslední muž, Dr. Marek, Zemské divadlo v Brně, režie František Klika (K. Höger vystupoval pod jménem Karel Hojer)
- 1933 Henrik Ibsen: Císař a Galilejský, Agathon, Zemské divadlo v Brně, režie Rudolf Walter
- 1934 Jiří Mahen: Janošík, Adamčík, Zemské divadlo v Brně, režie Aleš Podhorský
- 1935 J. K. Tyl: Strakonický dudák, Švanda, Zemské divadlo v Brně, Josef Skřivan
- 1936 William Shakespeare: Hamlet, Horatio, Zemské divadlo v Brně, režie Aleš Podhorský
- 1937 Karel Čapek: Bílá nemoc, Pavel Krüg, Zemské divadlo v Brně
- 1938 Karel Čapek: Matka, Toni, Zemské divadlo v Brně, režie Jan Škoda
- 1939 Fráňa Šrámek: Léto, Jan Skalník, Zemské divadlo v Brně, režie Josef Skřivan
- 1940 Jan Neruda: Prodaná láska, Antonín Veverka, Zemské divadlo v Brně, režie Josef Bezdíček
- 1940 Vilém Werner: Červený mlýn, Karel, Národní divadlo, režie Jan Bor
- 1940 Pedro Calderón de la Barca: Dáma skřítek, Don Juan, Národní divadlo, režie Karel Dostal
- 1940 William Shakespeare: Othello, Gratiano, Národní divadlo, režie Jan Bor
- 1941 William Shakespeare: Zimní pohádka, Florizel, Národní divadlo, režie Jiří Frejka
- 1942 Jan Bor, F. Kubka: Zuzana Vojířová, Petr Vojíř ze Sabinova, Národní divadlo, režie Jan Bor
- 1943 Friedrich Hebbel: Gygův prsten, Gyges, Národní divadlo, režie Jiří Frejka
- 1943 Miloš Hlávka: Kavalír Páně, Císař, Prozatímní divadlo, režie Jiří Frejka
- 1945 Alois Jirásek: Lucerna, Zajíček, Národní divadla, režie Vojta Novák
- 1945 William Shakespeare: Večer tříkrálový, Malvolio, Stavovské divadlo, režie Karel Dostal
- 1945 J. K. Tyl: Jan Hus, titul. role, Národní divadlo, režie Jindřich Honzl
- 1945 Karel Čapek: Matka, Ondřej, Stavovské divadlo, režie Karel Dostal
- 1947 William Shakespeare: Jak se vám líbí, Orlando, Stavovské divadlo, režie Karel Dostal
- 1948 František Langer: Jiskra v popelu, Pavelka, Stavovské divadlo, režie František Salzer
- 1948 L. M. Leonov: Jabloňové sady, Irod Antonovič Unus, Tylovo divadlo, režie Miloš Nedbal
- 1949 Edmond Rostand: Cyrano z Bergeracu, titul. role, Tylovo divadlo, režie František Salzer
- 1949 A. S. Puškin, J. Pokorný: Jevgenij Oněgin, titul. role, Národní divadlo, režie František Salzer
- 1950 Alois Jirásek: Jan Žižka, Kašpar Šlik, Národní divadlo, režie Antonín Dvořák
- 1950 J. K. Tyl: Strakonický dudák, Král Alenoros, Tylovo divadlo, režie František Salzer
- 1952 J. K. Tyl: Tvrdohlavá žena a zamilovaný školní mládenec, Jan Pěnkava, Tylovo divadlo, režie Jaroslav Průcha
- 1954 Oscar Wilde: Ideální manžel, Lord Goring, Tylovo divadlo, režie Otomar Krejča
- 1954 Karel Čapek: Loupežník, titul. role, Tylovo divadlo, režie Alfréd Radok
- 1955 Hedda Zinnerová: Ďábelský kruh, Dr. Ernst Oberfohren, Tylovo divadlo, režie Alfréd Radok
- 1956 G. B. Shaw: Svatá Jana, Dunois, Tylovo divadlo, režie Jaromír Pleskot
- 1958 František Hrubín: Srpnová neděle, Alfréd Morák, Tylovo divadlo, režie Otomar Krejča
- 1959 Arthur Miller: Smrt obchodního cestujícího, Willy Loman, Tylovo divadlo, režie Jaromír Pleskot
- 1961 František Hrubín: Křišťálová noc, Josef Struna, Tylovo divadlo, režie Otomar Krejča
- 1963 Imre Dobozy: Zítra pokračujeme, László Ágass, Tylovo divadlo, režie Endre Marton
- 1964 Max Frisch: Andorra, Učitel, Tylovo divadlo, režie Jaromír Pleskot
- 1965 Arthur Miller: Po pádu, Quentin, Tylovo divadlo, režie Karel Pech, Vítězslav Vejražka
- 1968 Arthur Miller: Zkouška ohněm, Místoguvernér Danforth, Národní divadlo, režie Rudolf Hrušínský
- 1970 Bertolt Brecht: Matka Kuráž a její děti, Polní kazatel, Tylovo divadlo, režie Jan Kačer
- 1970 Ladislav Stroupežnický: Naši furianti, František Fiala, Tylovo divadlo, režie Vítězslav Vejražka
- 1970 Václav Štech: Třetí zvonění, Hvězdínský, Tylovo divadlo, režie Václav Hudeček
- 1974 A. P. Čechov: Lesní duch, Ivan Orlovský, Tylovo divadlo, režie Jan Kačer
- 1975 G. P. Ansimov, L. N. Tolstoj: Vojna a mír, Jeden z nás, Národní divadlo, režie G. P. Ansimov
- 1976 František Langer: Periferie, Hlas, Tylovo divadlo, režie Václav Hudeček
- 1976 J. K. Tyl: Středem země do Afriky aneb Skalní duch čili Artézská studně, Jeremiáš Kolčava, Národní divadlo, režie Radovan Lukavský (Karel Höger naposledy na jevišti ND dne 11. 2. 1977 [6])
- 1976 Jerome Kilty: Drahý lhář, G. B. Shaw, Divadlo na Výstavišti Brno, režie Stanislav Fišer (účinkoval společně se svou někdejší manželkou Zdenkou Procházkovou, derniéra 1. 4. 1977)[20]

## Filmografie (výběr)

### Film
- 1941 Turbina
- 1941 Za tichých nocí
- 1941 Modrý závoj – role: Holan
- 1943 Čtrnáctý u stolu – hlavní role: Pavel Čtrnáctý
- 1947 Týden v tichém domě
- 1948 Krakatit – hlavní role: Ing. Prokop
- 1948 Léto
- 1951 Mikoláš Aleš – hlavní role: Mikoláš Aleš
- 1952 Nástup
- 1953 Kavárna na hlavní třídě
- 1954 Jan Hus – role: král Václav IV.
- 1955 Jan Žižka – role: král Václav IV.
- 1955 Z mého života – hlavní role: Bedřich Smetana
- 1956 Honzíkova cesta
- 1956 Nezlob, Kristino!
- 1957 Škola otců
- 1958 Občan Brych
- 1959 105% alibi – role: kapitán Tůma
- 1959 Ošklivá slečna
- 1960 Srpnová neděle
- 1961 Kde alibi nestačí – role: kapitán Tůma
- 1961 Kohout plaší smrt
- 1962 Baron Prášil – role: Cyrano z Bergeracu
- 1963 Lucie
- 1963 Spanilá jízda
- 1965 Alibi na vodě – role: kapitán Tůma
- 1965 Zlatá reneta
- 1966 Nahá pastýřka
- 1967 Dita Saxová
- 1967 Čtyři v kruhu
- 1968 Maratón – role: generál Rybalko
- 1970 30 panen a Pythagoras
- 1970 Svatba bez prstýnku
- 1973 Noc na Karlštejně – role: arcibiskup Arnošt z Pardubic
- 1974 Sedmého dne večer – role: major Tichý
- 1975 Hřiště

### Televize
- 1956 V pasti
- 1968 Dreyfusova aféra – průvodce pořadem
- 1970 F. L. Věk (TV seriál) – role: Butteau
- 1976 Zákon starého muže
- Byl jednou jeden dům (TV seriál)
- Lístek do památníku
- Romeo a Julie na konci listopadu
- O loupežníku Rumcajsovi (Večerníček) – vypravěč

## Rozhlas
- 1954 Karel Čapek: Vražedný útok, četl Karel Höger, režie: Přemysl Pražský
- 1957 Karel Čapek: O pejskovi a kočičce
- 1967 Peter Karvašː Sedm svědků, roleː šestý svědek, režieː Jiří Horčička
- 1975 - Karel Čapek: Dášeňka